# الدوري الإيطالي 1941–42
الدوري الإيطالي الدرجة الأولى 1941–42 (بالإيطالية: Serie A 1941-1942)‏ هو موسم من الدوري الإيطالي الدرجة الأولى. أقيم خلال الفترة 26 أكتوبر 1941 وحتى 14 يونيو 1942، وفاز فيه نادي روما.